# Армения на «Евровидении-2015»
Армения приняла участие в конкурсе песни «Евровидение 2015» в Австрии. Представитель и песня были выбраны путём внутреннего отбора
Группа Genealogy выступила с песней Face the Shadow, заняла 7 место в первом полуфинале и прошла в финал, который проводился 23 мая. На нём Армения набрала 34 балла и заняла 16 место.